# Ја немам баш нигде никог на овом свету
Ја немам баш нигде никог на овом свету  је сингл Томе Здравковића из 1968. године.